# Horné Orešany
Horné Orešany (in ungherese Felsődiós, in tedesco Obernußdorf o Deutschnußdorf) è un comune della Slovacchia facente parte del distretto di Trnava, nella regione omonima.